# Saltos Vermilion
Los saltos Vermilion (en francés: chutes Vermilion; en cree; Nepegabeketik, literalmente donde las aguas caen) son cascadas en el río Peace en Alberta, constituyendo la segunda en Canadá por caudal promedio, después de las cataratas del Niágara, y la primera si se considera solo a las que pertenecen únicamente al país. Los saltos impiden la navegación continua del río entre su confluencia con el río Atabasca y el municipio de Hudson's Hope.

## Descripción
Los saltos son una serie de escalones en forma de abanico formados por piedra caliza y pizarra, con alturas que varían de 4,6 a 7,6 metros según la temporada. Los saltos son navegables mediante pequeños botes de fondo plano durante la pleamar. El resto del tiempo, los navegantes deben atracar al pie de los saltos y caminar por un sendero de 8 km que corre paralelo a la ribera sur del río, hasta poder embarcar nuevamente.
Un tramo sustancial de rápidos se encuentran 2,75 km río arriba de los saltos.